# Lévrier greyhound
Pour les articles homonymes, voir Greyhound.
Le Greyhound ou lévrier anglais, est originaire de Grande-Bretagne. La Fédération cynologique internationale le classe dans le groupe 10, lévriers, section 3, standard no 158. Le Greyhound est un chien de course, sans épreuve de travail.

## Description
C'est un lévrier de grande taille (environ 70 à 80 cm pour les mâles et 60 à 70 cm pour les femelles) et vigoureux. Toutes les couleurs de robes existent, du noir au tout blanc en passant par les bleus, ardoise, fauve, bringé. Sensible de nature, il est doux et patient avec les enfants. Très fidèle à son maître, il est exclusif dans ses amitiés; sa fidélité est d'ailleurs symbolisée sur des gisants de cathédrales, où on le retrouve sculpté dans du marbre, aux pieds de son maître.
Son galop dit "à double suspension" confère au Greyhound une grande vélocité. Sa construction harmonieuse est soulignée par une importante et très puissante musculature. La tête et le cou sont longs, les épaules obliques et bien marquées, la poitrine profonde, le dos large et plat, le rein légèrement arqué. Il se déplace avec une souplesse qui accentue son type et sa finesse caractéristique[non neutre].
Le Greyhound possède une vigueur et une endurance remarquables. Il peut atteindre en 3 secondes sa vitesse de pointe de 70 km/h. C'est le lévrier le plus rapide.

## Histoire

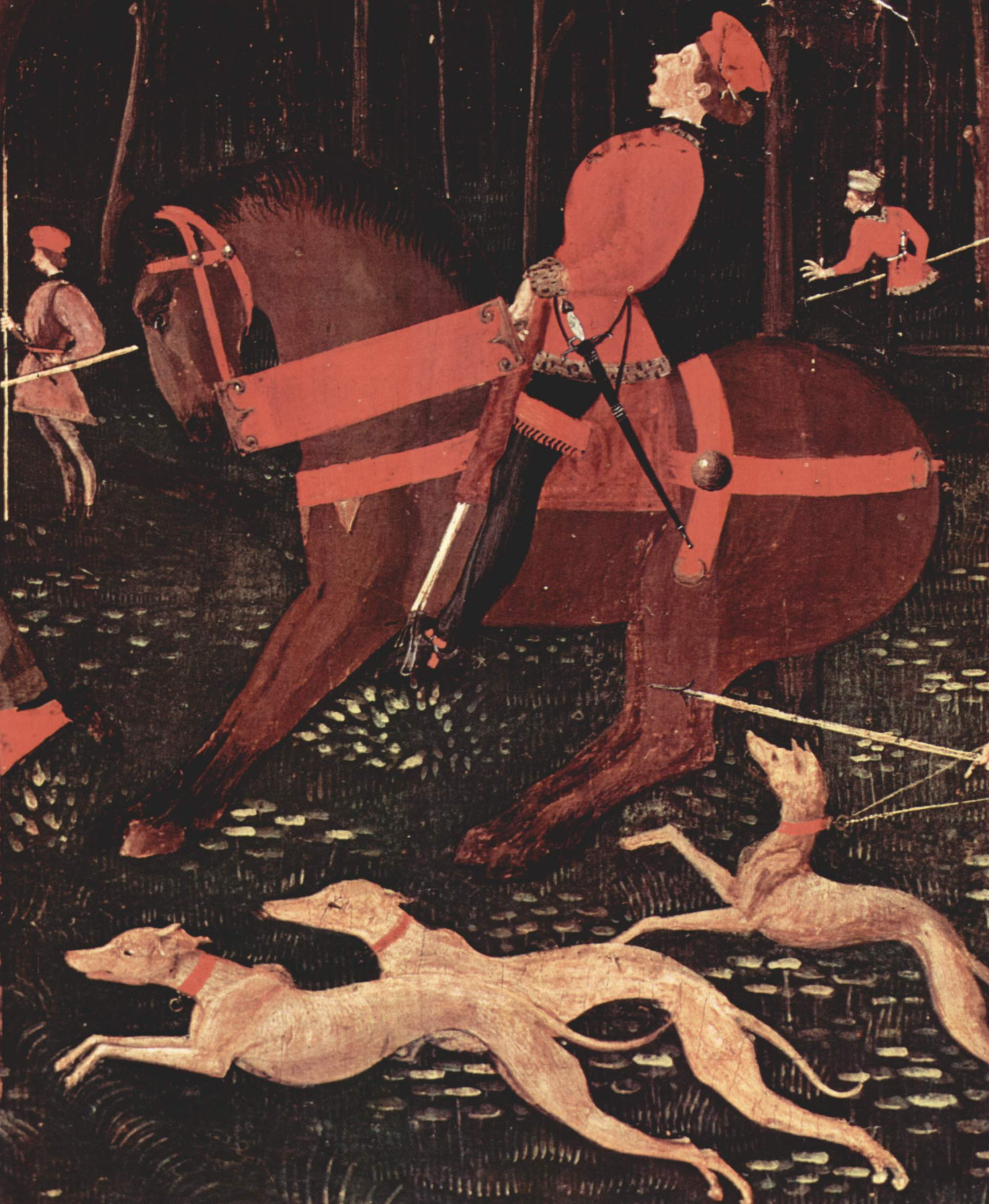
Chasse avec des Greyhounds Paolo Uccello's 1460 (Musée Ashmolean).

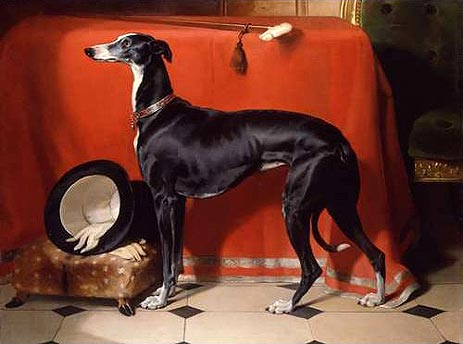
Eos, le favori du prince Albert - 1841 Edwin Landseer.

C'est un chien très ancien, connu depuis l'Antiquité. Sa principale qualité est sa rapidité à la course. Ainsi, les Grecs organisaient déjà des compétitions de course. Il descend probablement du lévrier arabe importé en Europe par les navigateurs phéniciens, et, dès l'antiquité, il a été utilisé à la chasse au lièvre, cerf, au daim et au sanglier.
Le Greyhound était très populaire dans l'Europe du Moyen Âge, en particulier auprès des souverains. Il figurait sur les armes du roi de France Charles V de France et celles de Henri VIII d'Angleterre.
Vers 1750, les Anglais codifièrent les règles de coursing.
En 1927, commencèrent les courses sur lièvre artificiel, très spectaculaires et encore prisées de nos jours.

## Caractère

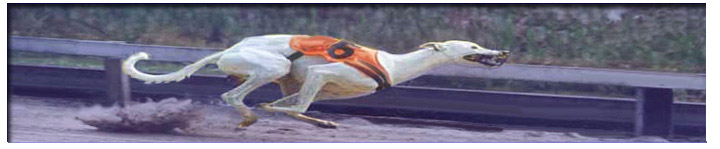

Le Greyhound a très bon caractère. Il est intelligent, doux et calme, très affectueux envers ses propriétaires et plutôt indifférent envers les étrangers. 
Si le Greyhound est un chien solide, c'est aussi un chien sensible et observateur qui s'adapte très vite à ses maîtres et son environnement.

## Soins et santé

### Soins
- Très propre, leur poil ras ne nécessite pas d'entretien[4].

### Santé
- À cause de leur poil ras, les lévriers sont très sensibles aux variations de température. Parfois, ils ne veulent pas aller à l'extérieur parce qu'il fait trop froid. Les greyhounds de type exposition sont dans certains cas atteints de neuropathie.

## Sport
- Épreuves de courses sur cynodromes ou racing.
- La poursuite à vue sur leurre (PVL) ou coursing.

## Musique
Greyhound est une chanson house du groupe de DJ suédois Swedish House Mafia, la vidéo représente une course de trois lévriers Greyhound.
Le lévrier Greyhound apparait aussi sur la pochette d'album Parklife du groupe anglais Blur.
"Greyhound" est le nom d'un single du groupe canadien Calpurnia, faisant référence à la compagnie de transports nord américaine Greyhound, au célèbre emblème représentant un lévrier greyhound en pleine course.

## Photos

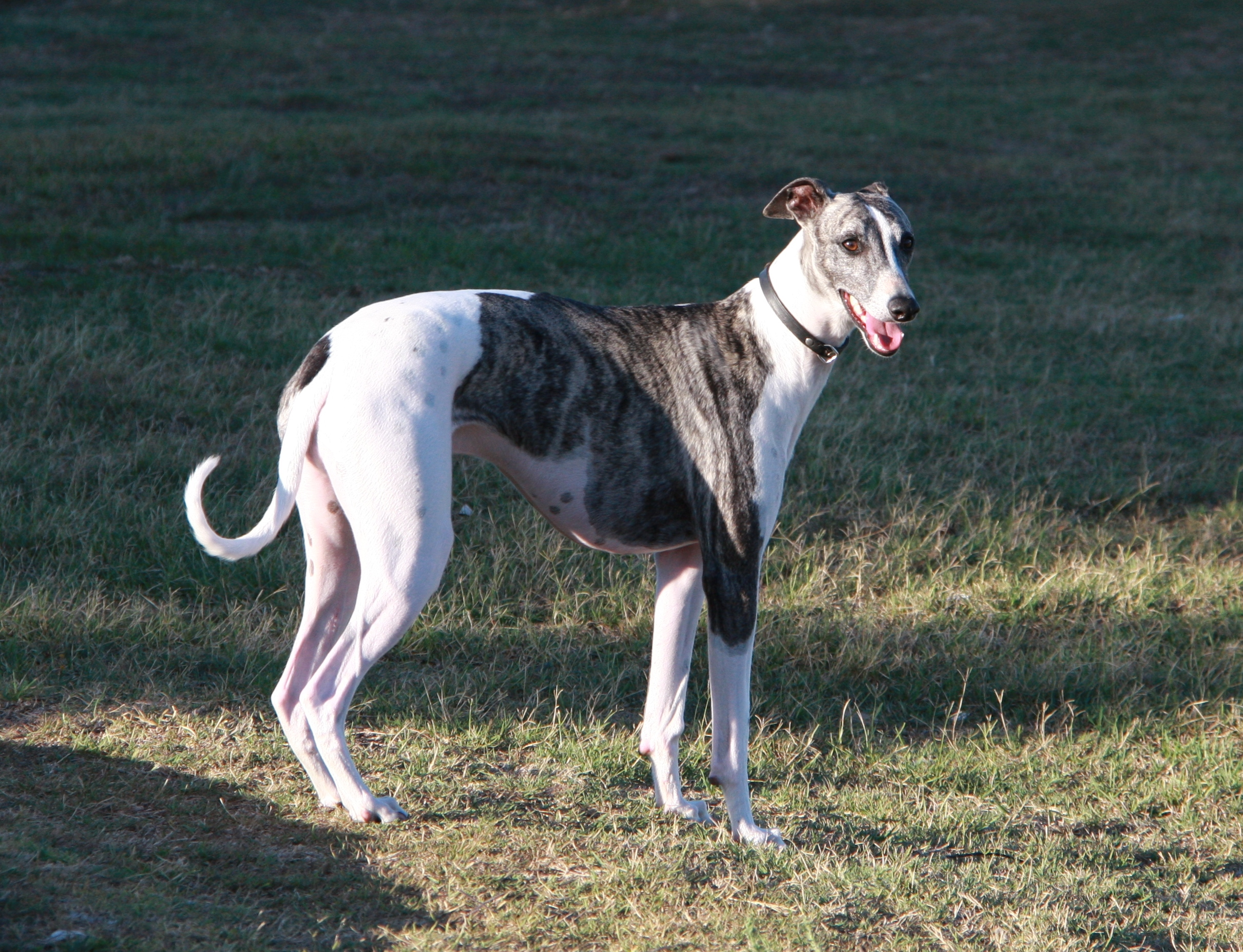
Lévrier greyhound dans la nature.
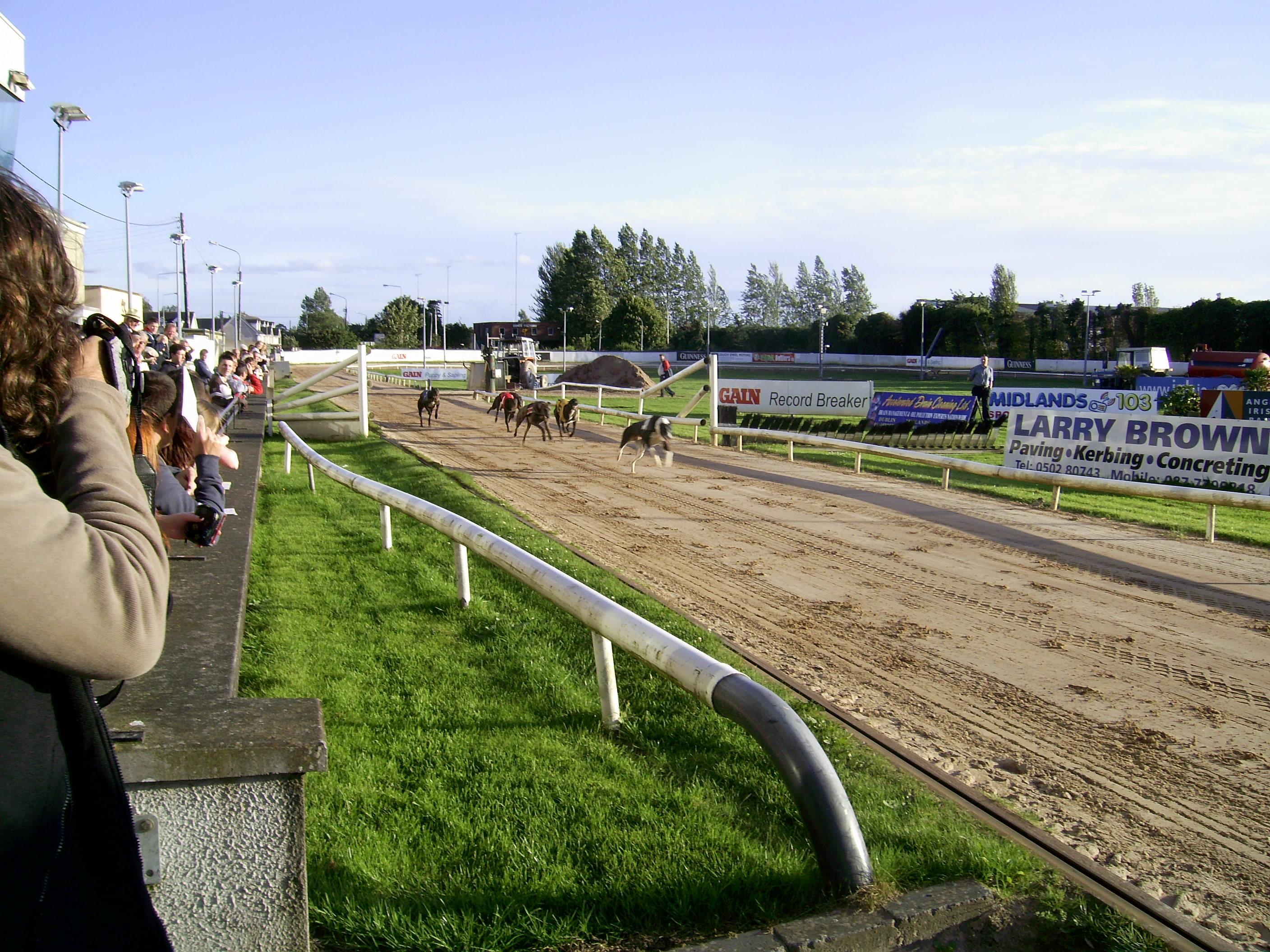
Course de lévriers à Mullingar (Irlande) en juillet 2008.
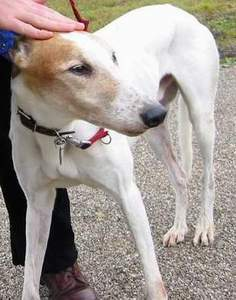
Lévrier greyhound blanc.
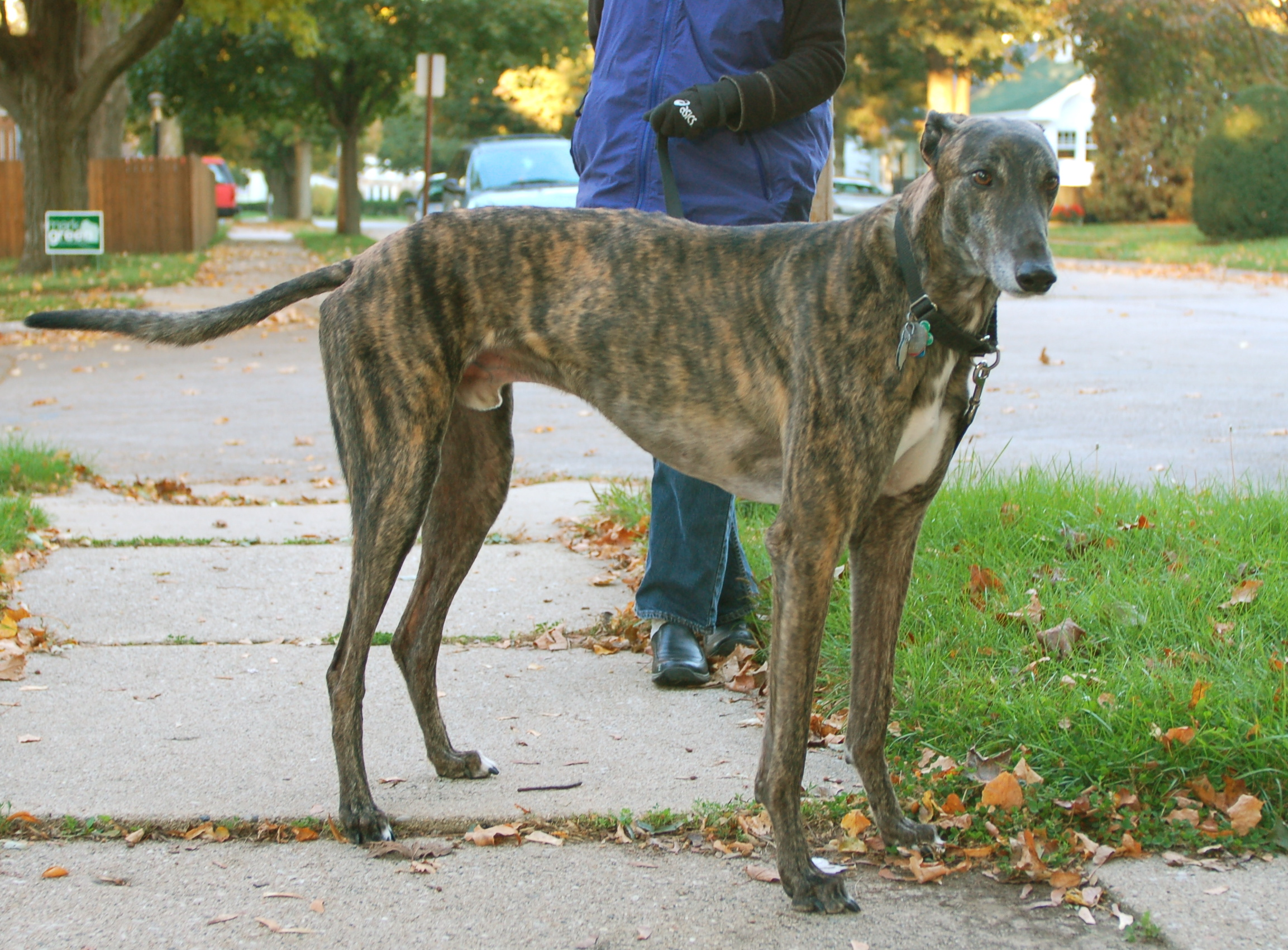
Un lévrier greyhound moucheté.
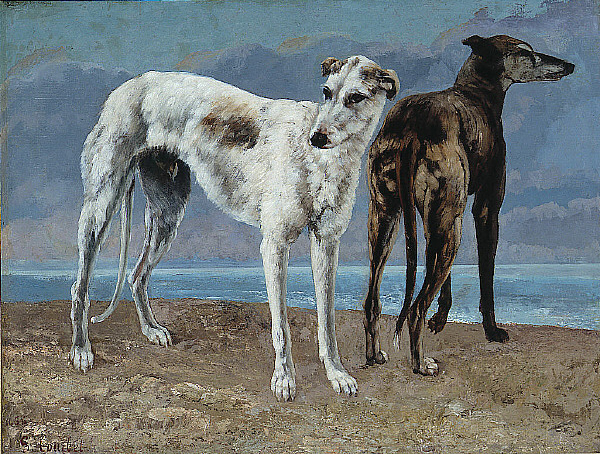
Les Greyhounds du Comte de Choiseul de Gustave Courbet, 1866.
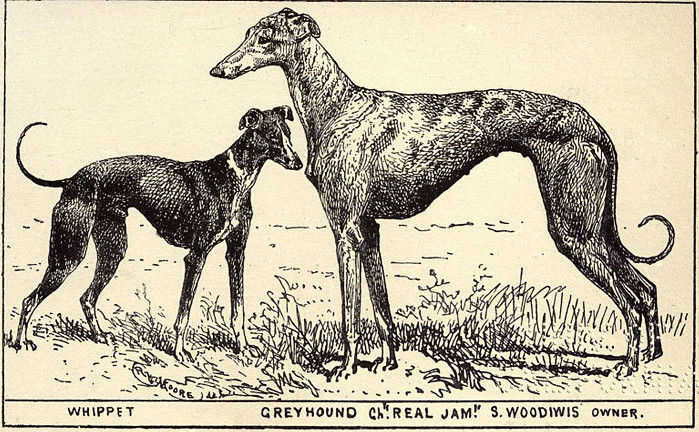
Comparatif de taille entre whippet (♂) et greyhound (♀).
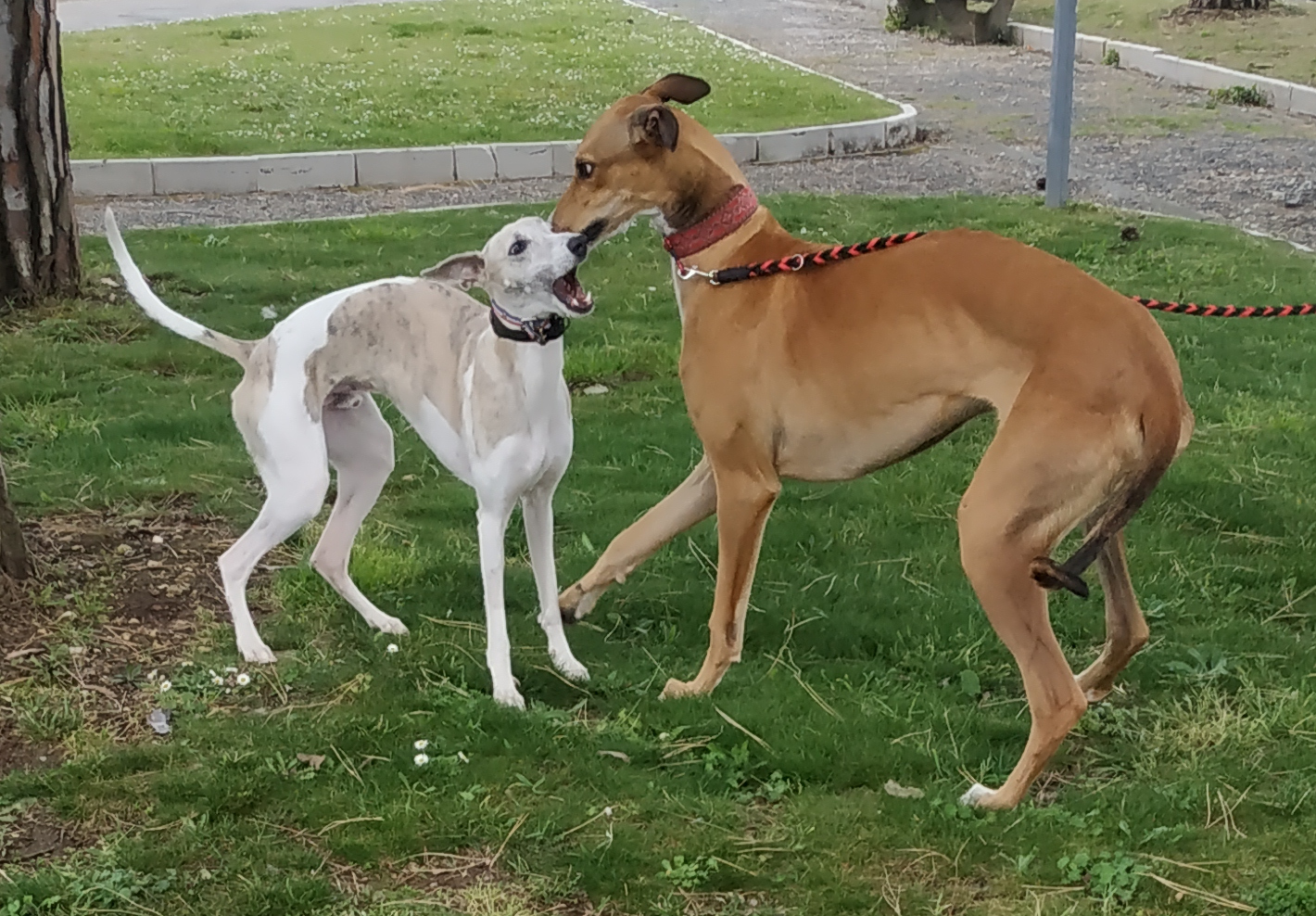
Whippet (♂) et greyhound (♂).
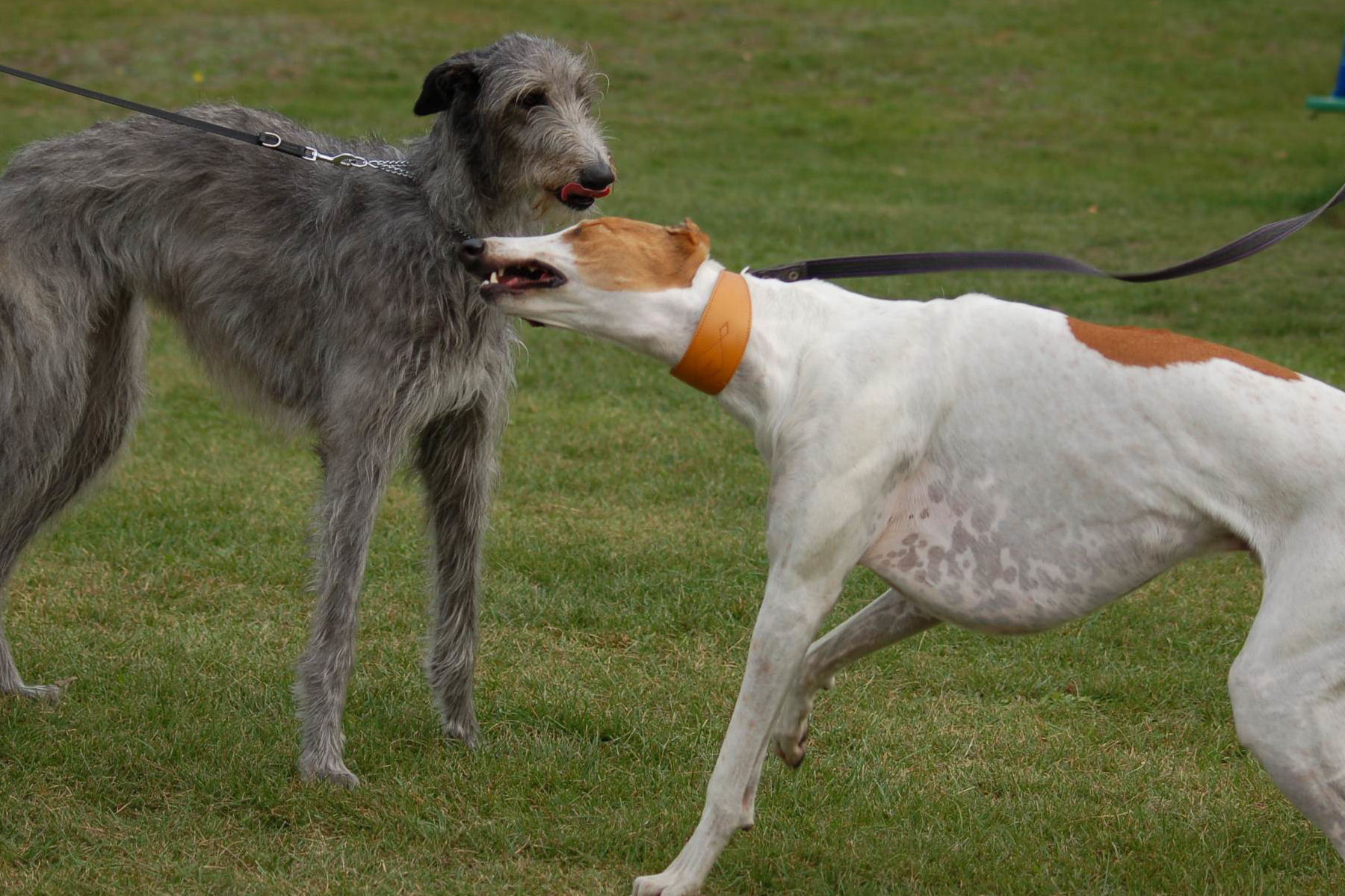
Deerhound et greyhound.
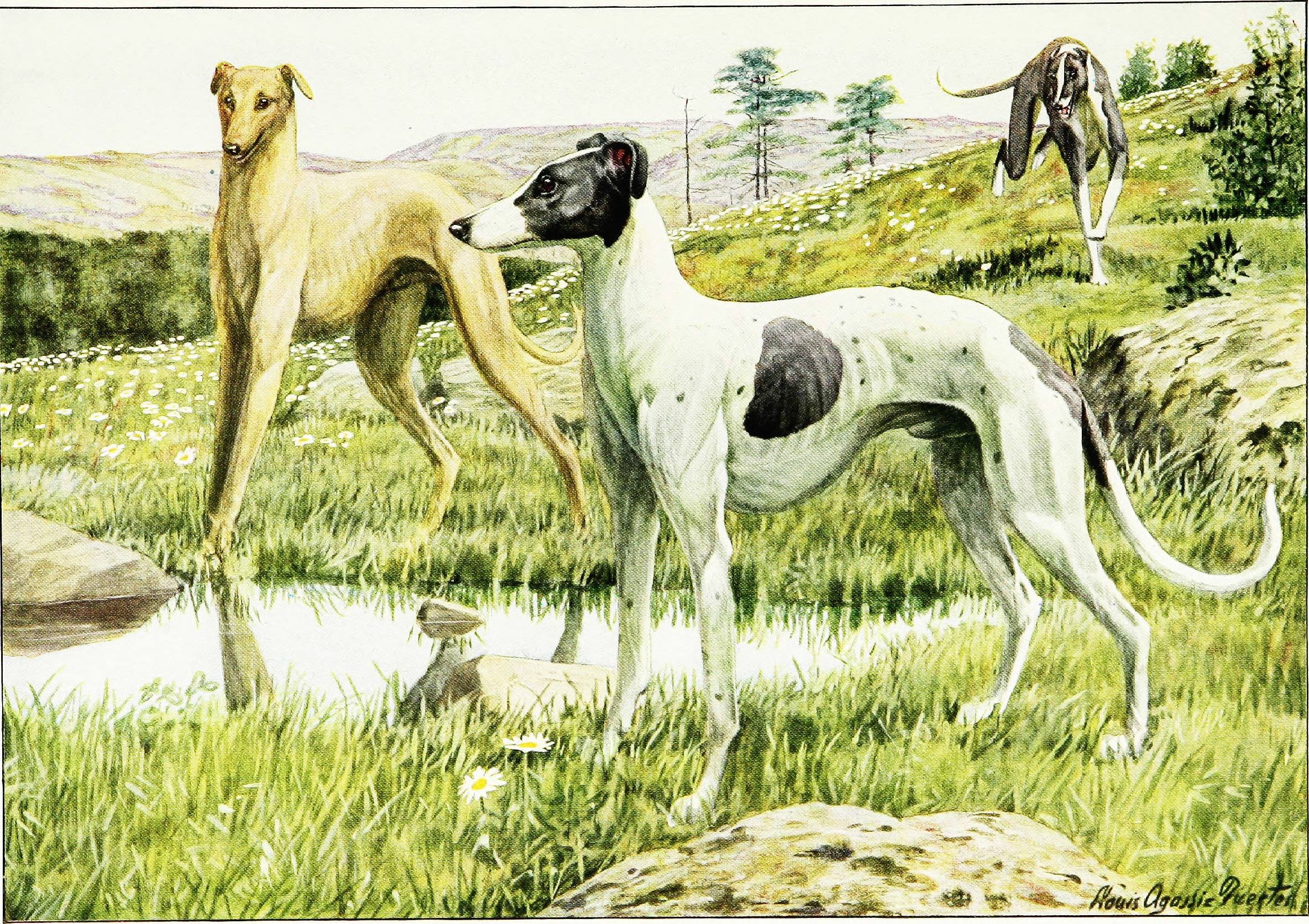
Illustration de deux lévriers dans le livre The Book of Dogs: An Intimate Study of Mankind's Best Friend d'Ernest Harold Baynes et Louis Agassiz Fuertes.
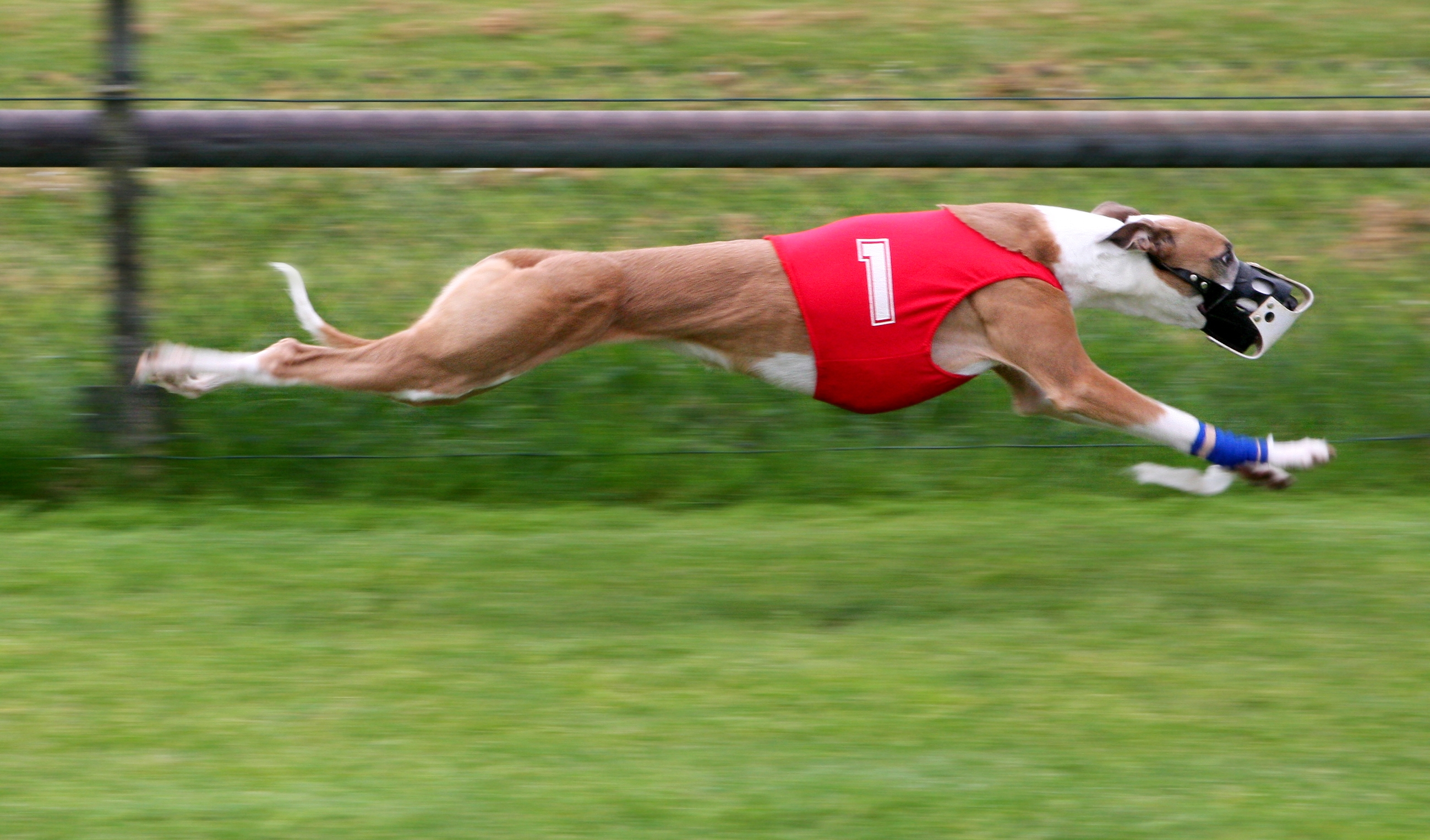
Lévrier greyhound durant une course.
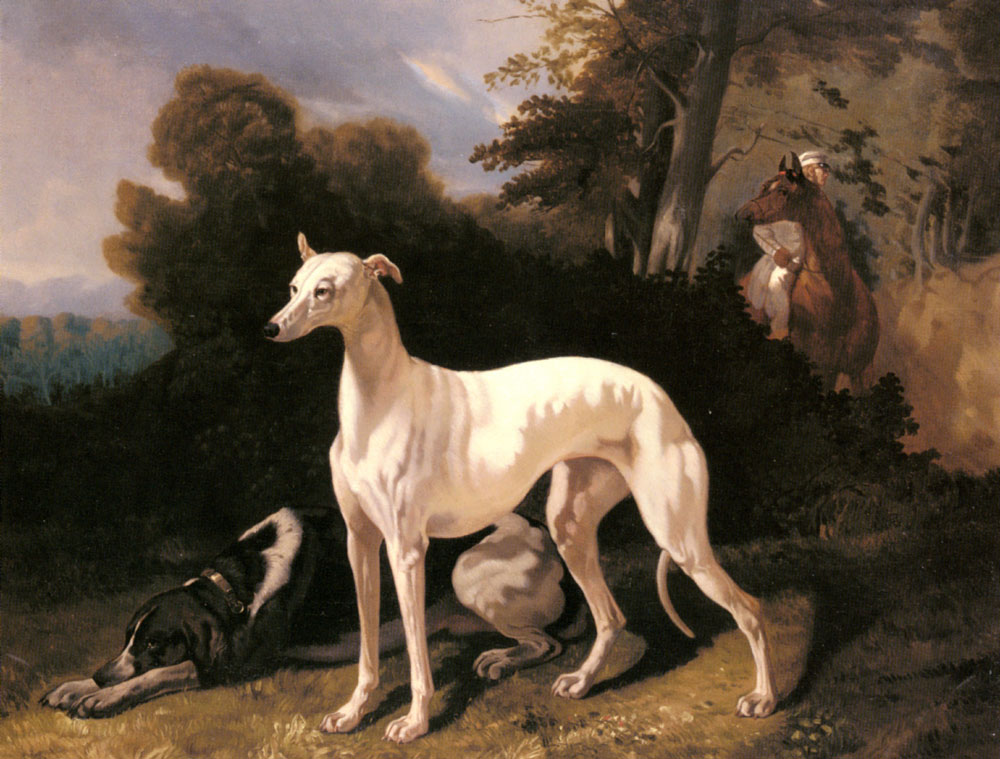
A Greyhound In An Extensive Landscape d'Alfred de Dreux.